# Epipocus tibialis
Epipocus tibialis är en skalbaggsart som först beskrevs av Louis Alexandre Auguste Chevrolat 1834.  Epipocus tibialis ingår i släktet Epipocus och familjen svampbaggar. Inga underarter finns listade i Catalogue of Life.